# Peter Gabriel (1980년 음반)
《Peter Gabriel》은 1980년 5월 30일, 카리스마 레코드에 의해 발매된 영국의 록 음악가 피터 가브리엘의 세 번째 동명의 솔로 스튜디오 음반이다. 이 음반은 가브리엘의 솔로 가수로서의 예술적 돌파구와 록의 가장 야심차고 혁신적인 음악가 중 한 명으로 자리매김했다는 평가를 받고 있다. 가브리엘은 또한 그의 가장 유명한 싱글곡들 중 두 곡인 반전 노래 〈Games Without Frontiers〉(이 곡은 4위 히트곡이 되었고 영국에서 그의 공동 최고 차트 싱글로 남아있다)와 살해된 남아공의 운동가 스티브 비코를 기억하는 반인종차별 시위 노래 〈Biko〉와 함께 보다 노골적인 정치적 소재를 탐구했다. 이 음반은 2002년 가브리엘의 카탈로그 대부분과 함께 리마스터되었다.
미국에서는 이 음반의 제목이 《Peter Gabriel III》였다. 이 음반은 힙노시스의 커버 사진 때문에 종종 《Melt》라고도 불린다. 음악 스트리밍 서비스는 현재 그것을 《Peter Gabriel 3: Melt》라고 부른다.

## 커버 아트
이 사진은 폴라로이드 SX-70 즉석 카메라로 촬영되었다. 소매의 디자이너 스톰 소거슨은 말했다. "피터 자신도 힙노시스에서 폴라로이드가 '발달'할 때 조작함으로써 자신을 더럽히는 데 동참했습니다. 피터는 우리에게 매력적이지 않은 모습으로 나타나는 그의 능력에 큰 인상을 주었고, 미용보다는 연극이나 예술적인 것을 더 좋아했습니다."

## 평가
| 전문가 평가                   | 전문가 평가 |
| 평가 점수                     | 평가 점수   |
| 출처                          | 점수        |
| ----------------------------- | ----------- |
| AllMusic                      | [ 7 ]       |
| Chicago Sun-Times             | [ 8 ]       |
| Christgau's Record Guide      | B−          |
| Classic Rock                  | 10/10       |
| Entertainment Weekly          | A−          |
| Mojo                          | [ 11 ]      |
| Q                             | [ 12 ]      |
| Rolling Stone                 | [ 13 ]      |
| The Rolling Stone Album Guide | [ 14 ]      |
| Uncut                         | 9/10        |

《롤링 스톤》에 대한 리뷰에서, 데이브 마쉬는 《Peter Gabriel》을 "최고의 누아르 영화에서 귀신이 나오는 영웅들처럼 마음속에 남아 있는 엄청난 음반"이라고 묘사했다.
1989년, 《Peter Gabriel》은 《롤링 스톤》의 1980년대 최고의 음반 100장 목록에서 46위에 올랐다. 2000년에 《Q》는 이 음반을 "역사상 가장 위대한 영국 음반 100장" 목록에서 53위에 올랐고, 6년 후, 이 잡지는 이 음반을 1980년대 최고의 음반 40장 목록에서 29위에 올렸다. 2018년, 《피치포크》는 《Peter Gabriel》을 1980년대 200대 베스트 음반의 수정되고 확장된 목록에서 125위에 올렸다.

## 곡 목록
모든 곡들은 피터 가브리엘에 의해 작사/작곡하였다.
| #  | 제목                     | 재생 시간 |
| -- | ------------------------ | --------- |
| 1. | 〈Intruder〉             | 4:54      |
| 2. | 〈No Self Control〉      | 3:55      |
| 3. | 〈Start〉                | 1:21      |
| 4. | 〈I Don't Remember〉     | 4:42      |
| 5. | 〈Family Snapshot〉      | 4:28      |
| 6. | 〈And Through the Wire〉 | 5:00      |

| #  | 제목                        | 재생 시간 |
| -- | --------------------------- | --------- |
| 1. | 〈Games Without Frontiers〉 | 4:06      |
| 2. | 〈Not One of Us〉           | 5:22      |
| 3. | 〈Lead a Normal Life〉      | 4:14      |
| 4. | 〈Biko〉                    | 7:32      |

## 인증
| 국가          | 인증 | 판매량/출하량 |
| ------------- | ---- | ------------- |
| 프랑스 (SNEP) | 골드 | 259,400       |